# Jack Evans (giocatore di football americano)
Jack Vinson Evans (Colorado Springs, 5 agosto 1905 – Santa Ana, 11 marzo 1980) è stato un giocatore di football americano statunitense che ha giocato nel ruolo di quarterback nella National Football League (NFL). Al college giocò a football coi California Golden Bears.

## Carriera professionistica
Dopo aver giocato a football all'Università della California, Evans giocò con i Green Bay Packers sotto la direzione dell'allenatore Curly Lambeau vincendo il campionato NFL del 1929 e disputando anche due gare come quarterback titolare al posto dell'infortunato Red Dunn, in una stagione che la squadra concluse con 12 vittorie, 1 pareggio e nessuna sconfitta.

## Palmarès
- Campione NFL: 1

Green Bay Packers: 1929